# Medrano-Almagro (subte de Buenos Aires)
Medrano - Almagro es una estación de la línea B de la red de subterráneos de la Ciudad de Buenos Aires, ubicada debajo de la Avenida Corrientes y su intersección con la Avenida Medrano, en el barrio de Almagro. Fue inaugurada el 17 de octubre de 1930 junto como el primer tramo de la línea B, entre Federico Lacroze y Callao.
La construcción de la estación fue complicada ya que en el sitio se levantaba un apeadero de tranvías de los hermanos Julio y Federico Lacroze. Esto hizo necesario calcular el peso de los rieles de la superficie y el de los trenes de carga del Ferrocarril Central de Buenos Aires que circulaban hacia el antiguo Mercado de Abasto de Buenos Aires.
La estación tiene además la particularidad de contar con una entrada dentro de la línea de edificación. Fue una de las primeras estaciones en contar boleterías blindadas.

## Decoración
En el andén norte de la estación, se encuentra un mural tapado en homenaje al dramaturgo Alberto Vaccarezza, realizado en 1984 por alumnos de una escuela primaría; otro sin título realizado en 1991 por Ricardo Roux. Mientras que en el andén sur se instaló en 1991 un mural de Juan Pablo Renzi y Arturo Holzer que lleva por título Durante la criminal guerra del Golfo. En 2015, las paredes de ambos andenes fueron cubierta con murales de Martín Ron.

## Hitos urbanos
Se encuentran en las cercanías de esta:
- Plaza Almagro
- Abasto Shopping
- CeSAC N.º 38
- Sede social del Club Almagro
- Escuela Normal Superior N.º 7 José María Torres
- Escuela de Comercio N.º 8 Patricias Argentinas
- Escuela de Comercio N.º 25 Santiago de Liniers
- Escuela Primaria Común N.º 11 Provincia de Jujuy
- Escuela Primaria Común N.º 19 Florencio Balcarce
- Escuela Infantil N.º 2/2º Pampita
- Hospital Italiano
- Universidad de Palermo
- Facultad Regional Buenos Aires (Universidad Tecnológica Nacional)
- Biblioteca Popular Roberto J. Benamor
- Museo Etnográfico de las Obras Misionales Pontificias
- Bar Notable El Banderín
- Pizzería Imperio la misma ubicada en Villa Crespo Malabia inaugurada en 2019.

## Galería de Imágenes

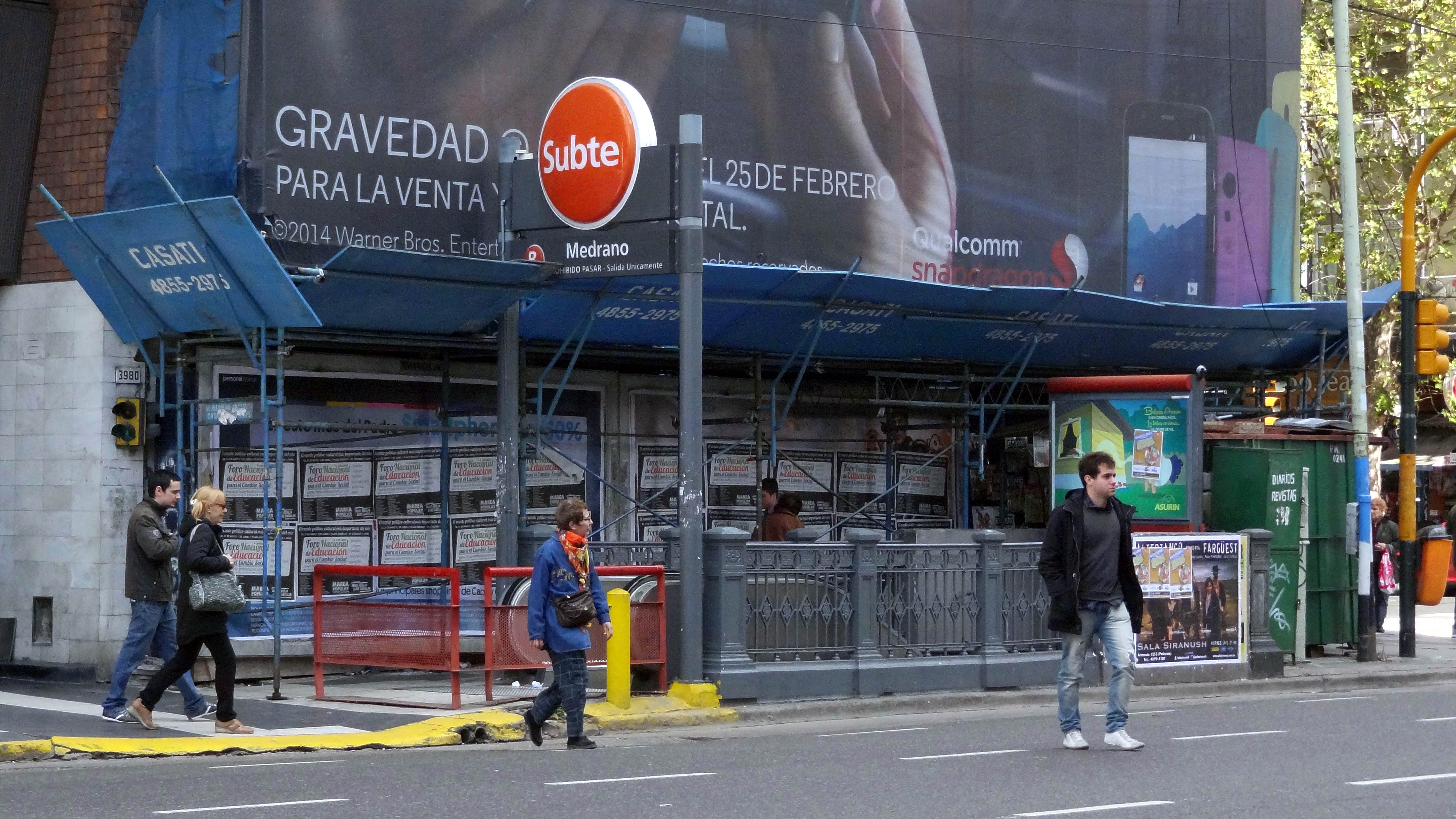
Salida.
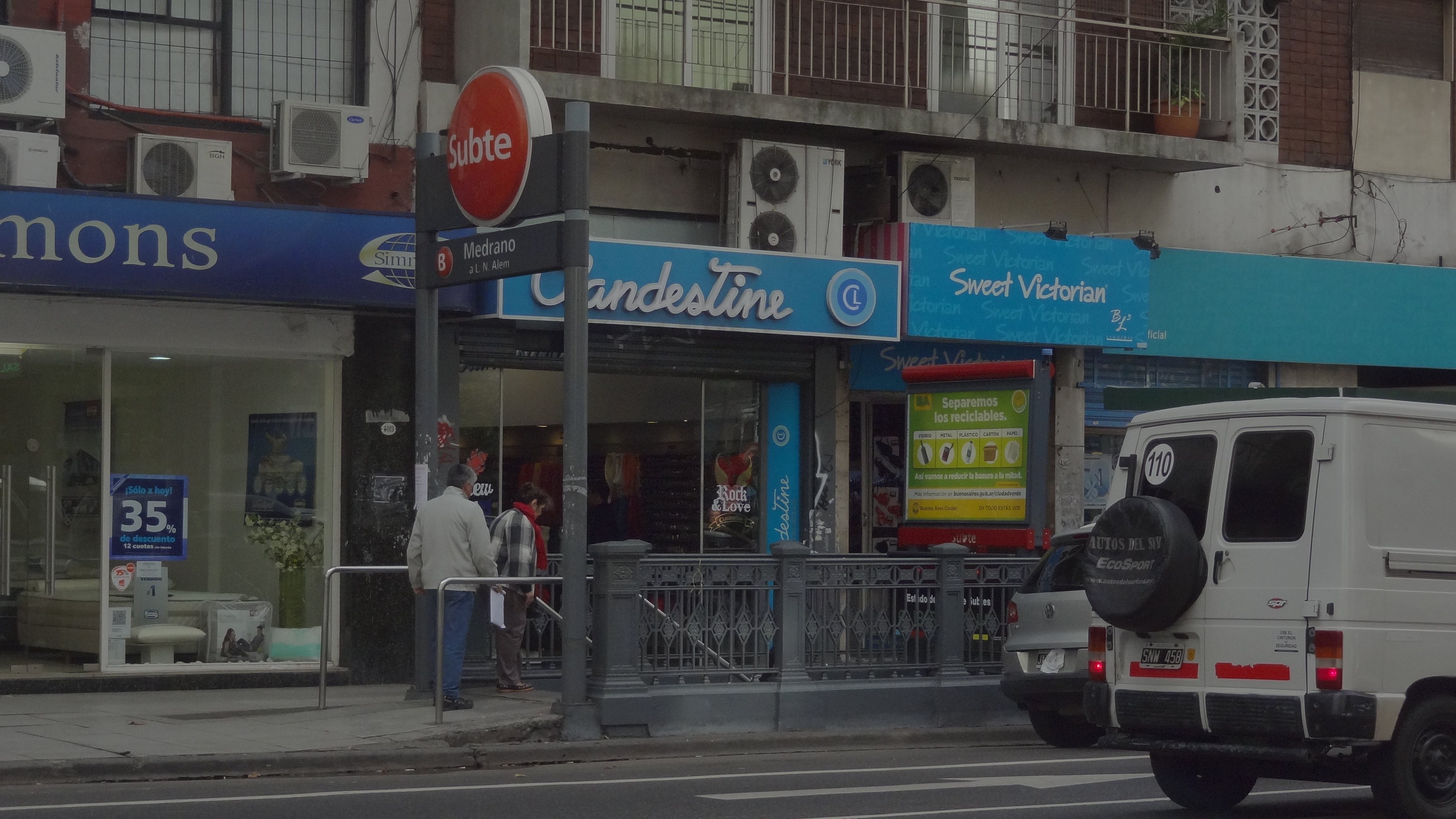
Acceso.
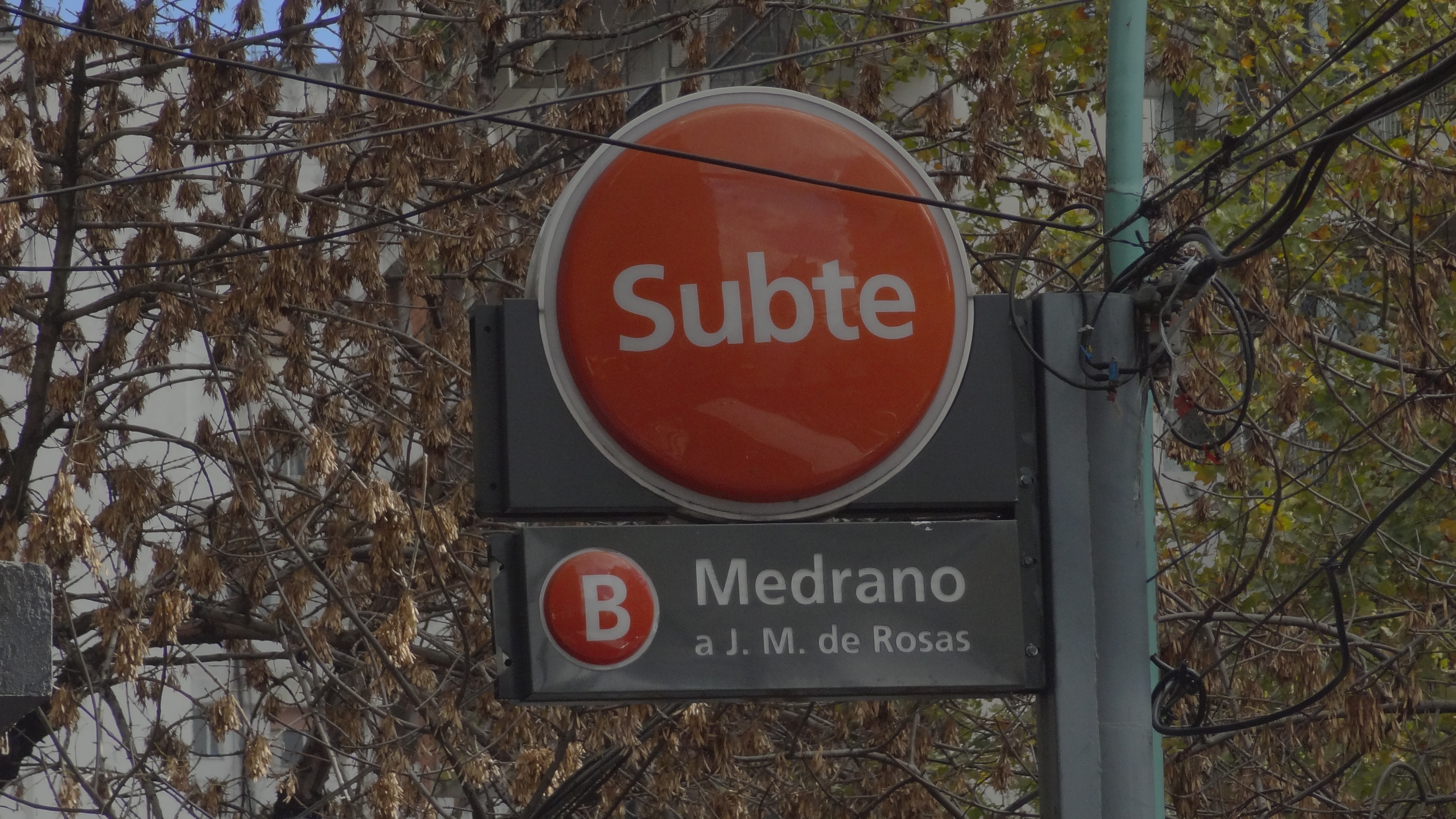
Cartel sobre Av. Corrientes.
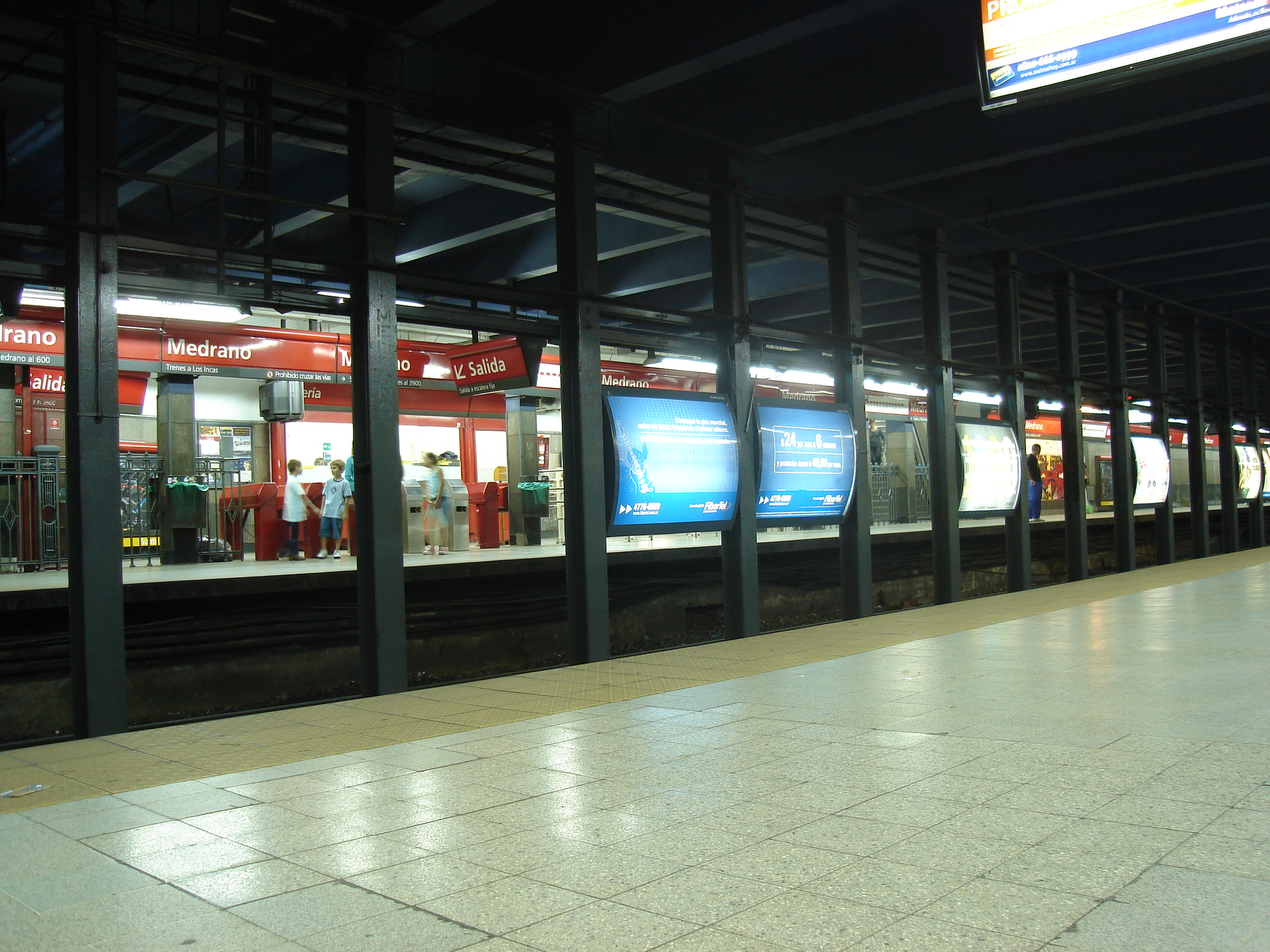
Plataformas
Mural realizado en 2015